# كريس مكدونالد (لاعب كرة قدم)
كريس مكدونالد (بالإنجليزية: Chris McDonald)‏ (14 أكتوبر 1975 بإدنبرة في المملكة المتحدة - ) هو مدرب كرة قدم ولاعب كرة قدم بريطاني في مركز الوسط. لعب مع ستوك سيتي ونادي أرسنال ونادي هارتلبول يونايتد.

## وصلات خارجية
- كريس مكدونالد على موقع قاعدة بيانات كرة القدم.إي يو (الإنجليزية)